# Žihpolje
Žihpolje (nem.: Maria Rain) je občina z 2.374 prebivalci (stanje 1.1.2011) v okraju Celovec-dežela na avstrijskem Koroškem.

## Geografija

### Geografski položaj
Žihpolje so v Rožu, osem kilometrov južno od glavnega mesta Celovec med obronki Gur in Dravo, ki je tu zajezena v Boroveljskem jezu. 

### Struktura občine
Občina Žihpolje je sestavljena iz 3 katastrskih občin (z nemško ustreznico):
Žihpolje (Maria Rain), Golšovo (Göltschach) in Dolča vas (Toppelsdorf )
Občina Žihpolje je sestavljena iz 17 krajev in zaselkov (z nemško ustreznico) (v oklepaju število prebivalcev, stanje 2001):
| - Dolča vas (Toppelsdorf) (92) - Gargorica (Angersbichl) (142) - Golšovo (Göltschach) (177) - Imov (Haimach ) (40) - Ingarje (Angern) (33) - Nadrom (Nadram) (24) - Smeriče (Stemeritsch) (26) - Spodnje Dole (Untertöllern) (109) - Spodnje Humče (Unterguntschach) (12) - Strančiče (Strantschitschach) (29) | - Ščedem (Tschedram) (205) - Šenturh (St. Ulrich) (114) - Vršta vas (Ehrensdorf) (80) - Zabrda (Saberda) (34) - Zgornje Dole (Obertöllern) (16) - Zgornje Humče (Oberguntschach) (25) - Žihpolje (Maria Rain) (862) |

## Zgodovina
Listina iz leta 927 omenjena cerkev "Maria ad Dravum" (Marija pri Dravi), ki jo je pustil zgraditi salzburški škof, Današnji kraj se prvič omenja v listini iz leta 1313. 
S prihodom karantanskih Slovanov in tvorbe Karantanije se Žihpolje uvrščajo v širšo slovensko kulturno zgodovino vse do danes.
Do prve svetovne vojne je bila občina še skoraj da povsem, če ne povsem slovenska, tako da je bila vključena v cono A za časa pripav na plebiscit leta 1920.
Občina je pripadala do leta 1848 gospodi na Homburku. Velik zemljiški lastnik je bil cistercijanski samostan v Vetrinju, ki je tudi spodbujalo marijino božjo pot in ki je oskrbovalo do svoje razpustitve v okivru jožefinskih  reform leta 1786 tudi domačo cerkev. 
Cerkev z dvema stolpoma, ki je v osnovi pozno gotska  iz 15. stoletja je tudi simbol božje poti. Vetrinjski menihi so pregradili med letoma 1700 in 1729 cerkev v baročnem slogu. 
Leta 1850 so tvorile tri katastrske občine Dolča vas, Ščedem in Golšovo današnj občino, ki je prvotno bila poimenovana po vasi Dolča vas. Leta 1895 je bila občina preimenovana po kraju Žihpolje, saj je vseveč postala tudi turistično zanimiva. 
Na griču v bližini božje poti je bila zgrajena leta 1907 tako imenovana cesarska uta s pogledom proti jugu kot zaklon za cesarja Franz Joseph I., da bi lahko sledil vojaški vaji v Rožu.

## Prebivalstvo
Po popisu prebivalstva iz leta 2001 imajo Žihpolje 2.020 prebivalcev, 96,1 % ima avstrijsko državljanstvo. Po lastnih podatkih je 3,9 % pripadnikov slovenske narodne skupnosti.
76,6 % je rimokatoliške veroizpovedi, 5,0 % je evangeličanov, 1,1 % je muslimanov. Brez veroizpovedi je 12,8 % prebivalcev. 

## Slovensko narečje
Slovensko narečje v občini Žihpolje v celoti pripada rožanskemu narečju, katero je del širše koroške narečne skupine.

## Slovenske / dvojezične fare in podružniške cerkve
Sledeče fare/župnije in podružnice so dvojezične v okviru katoliškega dekanata Borovlje: župnijska cerkev Žihpolje in podružnica Št. Urh ter župnijska cerkev Golšovo in podružnica Spodnje Humče. 

## Gospodarstvo in infrastruktura
V občini je dolgo v 20. stoletje prevladovalo kmetijstvo. V zadnjih desetletjih pa so Žihpolje postale zanimive kot bivališče za dnevne migrante, ki se vozijo na delo predvsem v Celovec.
Poleg kmetijstva in gozdarstva je pomemben tudi turizem. 
Skozi občino vodi pot čez Ljubelj, ki povezuje Ljubljansko kotlino in Slovenijo ter Rož in Borovlje  s Celovško kotlino  in s Celovcem. 
Deželna cesta tudi vodi iz Žihpolj do Žrelca. V žihpoljah je tudi želežniška postaja (nekoč z znamenitim dvojezičnim napisom).

## Kultura in znamenitosti

### Cesarska uta
V čast cesarja Franz Joseph I. je bila zgrajena na griču nad Žihpoljami t. i. cesarska uta s čudovitim pogledom na Rož in na Karavanke in sicer ob vojaških vajah leta 1907.  Leta 2009 je bila uta temeljito obnovljena.

### Skala sv. Eme
Ob občinski cesti med Imovom in Humčem, neposredno na južnem robu Gur je t. i. skala sv. Eme. Na tem mestu naj bi se bila ustavila Sveta Ema Krška med potovanjem na svoja posestva na Južnem Štajerskem v današnji Sloveniji.

### Kmečki muzej Zabrda
Domačin in kmet Janez Lušovnik (umrl je leta 2010) je zbiral kmečke stroje in orodje in s tem ustvarjal muzej posebne vrste na svoji domačiji v Zabrdu. 

### Humški log
Humški log se nahaja med Zgornjimi in Spodnjimi Humčami ob južnem bregu Drave. Log je posledica izgradnje hidroelektrarne leta 1981. Postavljen je pod posebno zaščito, zlasti med obdobjem 1.1. do 31.7. vsakega leta. 

### Gure in naravni spomenik Večni dež
Gure se raztezajo v vzhodno-zahodni smeri severno od Drave in Roža in južno od Vrbskega jezera in od Celovškega polja oz med Grabštanjom in Vrbo ob Jezeru.
Večji del tvori t. i. Gurski konglomerat. Tipične so visoke stene na robu, ki deloma celo tvorijo votline. Med Žihpoljami in Aninim mostom med Galicijo in Grabštanjem je nahajališče številnih orhidej in bukovih in mešanih gozdov. Številni izvori so tvorili posebne vrste lehnjaka in sipine, med njimi tudi naravni spomenik imenovan Večni dež pri Žihpoljah. 